# Giovicacce
Giovicacce est un village situé sur la commune de Sampolo, en Corse-du-Sud.

## Géographie

### Situation
Giovicacce est situé à 3 kilomètres (par la route) de Sampolo et 3,5 kilomètres de Tasso. Il est situé à une altitude de 650 mètres et domine le lit du Taravo.

### Accès
Le village est traversé par la route départementale D28 entre Guitera et Sampolo et par la D228 entre Zicavo et Tasso.

## Toponymie
En corse la commune se nomme Ghjuvicaccia.

## Activités

### Randonnée
Giovicacce est un possible lieu de départ pour rallier le pittoresque refuge de Vizziluga via Tasso.